# Cartoon Network (Franța)
Cartoon Network este un canal de televiziune disponibile în Franța, Belgia, Elveția, Luxemburg. Este lansat pe 05 noiembrie 1999 și este deținut de Warner Bros. Discovery.

## Seriale difuzate în prezent
- Batman: The Brave and the Bold (18 iulie 2009-prezent)
- Ben 10 (2007-prezent)
- Ben 10: Alien Force (24 mai 2009-prezent)
- Ben 10: Ultimate Alien
- Bakugan: New Vestroia
- De Tout Mon Coeur
- The Marvelous Misadventures of Flapjack
- Floricienta
- Generator Rex
- Johnny Test (august 2010-prezent)
- Hero: 108
- Star Wars: The Clone Wars (6 iunie 2009-prezent)
- Les Saturdays
- Tom and Jerry (1995-prezent)
- My Spy Family
- Quoi d'Neuf, Scooby-Doo?

## Seriale anulate
| - Spaced Out - Angela Anaconda - Animaniacs - Atom Ant - Battle B-Daman (2006) - Batman: The Animated Series - New Batman Adventures - The Batman (2006-2009) - Batman Beyond - Beetlejuice - The Grim Adventures of Billy and Mandy (2005-2007; se difuzează încă în 2008 și se difuzează ianuarie-septembrie în 2009) (Nu se mai difuzează) - Boule and Bill - Basil Brush (2006-2009) - Bakugan: Battle Brawlers (2 mai 2009-mai 2010) - Captain Caveman - Captain Pugwash - Chop Socky Chooks (2009) - Chowder (11 mai 2009-din timp 2010) - Code Lyoko (2008) - Class of 3000 (2007-2009) - Cow and Chicken - Courage the Cowardly Dog - Dai-Guard - Detective Conan - With My Whole Heart - Beautiful Diabolo - Dragon Ball Z - Dumb and Dumber - Ed, Edd n Eddy (2000-2009) - Fat Dog Mendoza (2001-2007) - Freakazoid! - Fruits Basket - Foster's Home for Imaginary Friends (2005-2009) - Quick-Draw McGraw - Hi Hi Puffy AmiYumi (septembrie 2006-2009) - Histeria! - Hong Kong Phooey - James the Cat (1997-2006) - Out of Jimmy's Head! (2008) - Johnny Bravo (1998-2009) - Jonny Quest - Josie and the Pussycats - Twins’ Nutters (2008) - Life and Times of Juniper Lee (2006-2007) - The 13 Ghosts of Scooby-Doo - The Addams Family - Legion of Super Heroes (aprilie 2008-2010) - Justice League (2003-2006) - The Perils of Penelope Pitstop - Justice League: Unlimited (2006-2008) - Space Ghost - Leo and Popi - Pacha - The Little Troll Prince - Harlem Globetrotters - The Jetsons - Mornings Dexter - Evil Con Carne - The Flintstones Kids - The Flintstones - Les Shadoks - Super Globetrotters - The Three Bears - Lippy the Lion & Hardy Har Har - Fantastic Four: World's Greatest Heroes (2007-2009) - Magilla Gorilla - Jabberjaw - Marvin the Martian - Megas XLR - Mike, Lu & Og - Pinky and the Brain - The Great Grape Ape Show - My Gym Partner's a Monkey (martie 2007-2010) - I Am Weasel - Mort and Phil - Sheep in the Big City - ¡Mucha Lucha! - The Mumbly Cartoon Show - Naruto (2006-2009) - Codename: Kids Next Door (septembrie 2003-2009) - Pixie and Dixie and Mr. Jinks - Popeye - Robotboy (2006-2009) - Huckleberry Hound - Samurai Jack (2006-2007) - Secret Squirrel - Dastardly and Muttley in their Flying Machines - The Scooby-Doo Show (1999-2005; 2007-2008; mai 2009) - Scooby-Doo and Scrappy-Doo - Scooby-Doo, Where Are You? - Arabian Nights: Sinbad's Adventures - Family Game Night - Spike and Tyke - Squiddly Diddly - Super Friends - Super Leo Show - SWAT Kats - Taz-Mania - Tex Avery - The Big O - The Mask - Sylvester and Tweety Mysteries - Time Squad (2003-2008) - Tom and Jerry (1995-2009) - Tom and Jerry Kids - Touché Turtle - Transformers: Cybertron (2006-2007) - Squirrel Boy (2008) - Wally Gator - Woody Woodpecker - Xiaolin Showdown - X-Men: Evolution (2003-2007) - Yogi Bear (1995-2004) |